# Taraxacum mendax
Taraxacum mendax — вид квіткових рослин з родини айстрових (Asteraceae). Вид зростає в Європі: Австрія, Чехія, Словаччина, Угорщина, Польща, Словенія; це багаторічна рослина помірних біомів.